# 194. jadralni pehotni polk (ZDA)
Za druge 194. polke glej 194. polk.
194. jadralni pehotni polk (izvirno angleško 194th Glider Infantry Regiment; kratica 194. GIR) je bila zračnopristajalna enota Kopenske vojske Združenih držav Amerike.

## Zgodovina
Polk je bil ustanovljen 15. aprila 1943 in dodeljen 17. zračnoprevozni diviziji. Marca 1944 je bil polk premeščen v Camp Forrest; avgusta istega leta je polk prišel v Anglijo in decembra 1944 v Francijo. 14. septembra 1945 je bil polk razpuščen v Camp Myles Standishu.